# Maure (rivière)
Pour les articles homonymes, voir Maure.
La Maure est une rivière du département de l'Orne, en région Normandie en France et un affluent de la Touques.

## Géographie
De 5,8 km de longueur, la Maure coule globalement du sud vers le nord.

## Communes traversées
Dans le seul département de l'Orne, la Maure traverse trois communes et deux cantons :
- dans le sens amont vers aval : Champ-Haut (source), Lignères, Coulmer (confluence).

Soit en termes de cantons, la Maure prend source dans le canton du Merlerault et conflue dans le canton de Gacé, le tout dans l'arrondissement d'Argentan.

## Affluents
La Maure a trois affluents : 
- le ruisseau de Veaulecent ;
- le ruisseau des Viviers ;
- le ruisseau du Menil.

Le rang de Strahler est donc de deux.